# Acrolophus farracea
Acrolophus farracea är en fjärilsart som beskrevs av Edward Meyrick 1931. Acrolophus farracea ingår i släktet Acrolophus och familjen Acrolophidae. Inga underarter finns listade i Catalogue of Life.